# Stor præstekrave
Stor præstekrave (Charádrius hiaticula) er en 18-20 cm lang, kortbenet vadefugl. Den har en sort og hvid halskrave og er den eneste af de danske præstekraver, der har orange næb med sort spids og orange ben. Den er en almindelig ynglefugl i Danmark med cirka 2.000 par, hvilket gør den til den talrigeste art af præstekraver i landet.   Den er vurderet som sårbar på den danske rødliste. I august-september trækker de til Spanien for at overvintre.
Stor præstekrave ses tit på stranden søge føde på en helt bestemt måde: Den løber et lille stykke, standser op og leder efter byttet i sandet, løber et lille stykke igen og så videre. Den lever af insekter, krebsdyr, børsteorme og snegle. Reden ligger i en fordybning i sandet, med småsten eller strandskaller i bunden. Fire gråbrune æg lægges i maj, og begge køn skiftes til at ruge på dem.